# Аня с острова Принца Эдуарда
«Аня с острова Принца Эдуарда» — роман канадской писательницы Люси Мод Монтгомери, продолжение романа «Аня из Авонлеи». Впервые опубликован в 1915 году. Возраст Ани Ширли в романе — от 18 до 22 лет.

## Сюжет
Аня начинает учёбу в Редмондском университете вместе с Гилбертом, Чарли Слоаном и Присиллой Грант. Так как она много выучила дома, учёба ей кажется лёгкой, поэтому у неё есть много свободного времени. У неё появляется новая подруга — богатая легкомысленная красавица Фил Гордон, благодаря которой Аня и Присилла играют немалую роль в светской жизни Редмонда. Позже в университете появляется и другая хорошая знакомая Ани по учительской семинарии — Стелла Мэйнард; и на втором курсе подружки снимают на оставшиеся три года обучения прелестный старинный Домик Патти. Там они все (даже избалованная Фил) с небольшой помощью Джеймсины, тётушки Стеллы, учатся вести хозяйство.
Между тем в Аню, теперь уже красивую молодую леди, влюблены несколько человек. Первое предложение ей делает в Авонлее робкий улыбчивый Билли, брат Джейн Эндрюс — впрочем, делает не лично, по причине невероятной робости, а через посредничество сестры. Изумлённая Аня отказывает, но больше всего её в этой истории огорчает неромантичность всей ситуации. Второе предложение ей едва ли более романтичным образом делает Чарли Слоан, который надолго обижается на неё после её отказа. Наконец, вскоре решается признаться Ане в любви и Гилберт, но и его встречает отказ: Аня всё ещё мечтает о своём загадочном меланхолическом «прекрасном принце» и считает Гилберта только другом. Однако после отказа Гилберту у Ани остаётся смутное чувство того, что она совершила ошибку.
Завершив учёбу на втором курсе, Аня боится, что на следующие два года в Редмонде ей не хватит денег. Но летом умирает Джозефина Барри, двоюродная бабушка Дианы Барри, очень любившая Аню, и оставляет Ане тысячу долларов. Поэтому Аня может не прерывать учёбу, и осенью она всё-таки вновь едет в университет.
На третьем курсе Аня, в конце концов, встречает меланхолического «прекрасного принца» — Роя Гарднера, богатого студента, два года жившего в Европе и потому до сих пор с нею не знакомого. Рой начинает за ней ухаживать, и скоро уже весь Редмонд говорит об их намечающейся свадьбе. А Гилберт вдруг становится преданным поклонником одной из университетских красавиц — Кристины Стюарт, что почему-то оскорбляет Аню.
Почти все Анины подруги находят свою любовь: Диана в Авонлее выходит замуж за своего Фреда, Фил Гордон, ко всеобщему изумлению, влюбляется в полунищего студента духовной семинарии, Джейн Эндрюс обручается с миллионером из Виннипега. Одна Аня ещё ничего не решила с замужеством. Но неожиданно для себя она отказывает Рою, когда тот делает ей предложение — она чувствует, что он на самом деле довольно скучный юноша, да ещё и без чувства юмора.
Аня после окончания университета, разочаровавшись в любви и в романтике вообще, отправляется на две недели в гости к Стивену и Лаванде Ирвингам. Когда она возвращается в Авонлею, то узнаёт, что Гилберт опасно болен тифом. Аня понимает, что всегда любила только Гилберта, и в ужасе отправляется к Блайтам узнать о состоянии юноши. К счастью, ей сообщают, что он пошёл на поправку. Вскоре после выздоровления Гилберт снова делает предложение Ане, объяснив ей, что вовсе не любил Кристину, и на этот раз Аня отвечает «да».

## Основные персонажи
- Аня Ширли, амбициозная мечтательная студентка, пишет литературные зарисовки и короткие рассказы, некоторые из которых принимают в редакциях. В романе исполнилось её давнее желание стать бакалавром гуманитарных наук. Она искренне любила Гилберта Блайта, но до последнего не признавалась себе и другим в этом.
- Гилберт Блайт, верный друг Ани, студент медицинского отделения. По собственному признанию, влюблён в Аню с четырнадцати лет. Выздоравливает в конце романа от тифа, получив письмо от Фил Гордон с известием о том, что Аня отказала Рою Гарднеру.
- Рой Гарднер, богатый студент Редмонда, умеющий делать романтические комплименты и сочинять вполне приличные (по выражению Ани) сонеты, но начисто лишённый чувства юмора. Влюбился в Аню и два года ухаживал за ней, пока не получил от неё отказ.
- Присилла Грант, подруга и однокурсница Ани, весёлая и компанейская девушка.
- Стелла Мэйнард, подруга Ани, приехавшая в Редмонд на год позже её.
- Тётя Джеймсина, жизнерадостная тётушка Стеллы, помогавшая девушкам вести хозяйство Домика Патти.
- Фил Гордон (в браке — миссис Джонас Блейк), подруга и однокурсница Ани, легкомысленная и кокетливая, но в то же время по-детски наивная. Выходит замуж за бедного священника Джонаса Блейка.
- Руби Джиллис, подруга Ани. Они не очень часто общались после окончания школы, так как Руби интересовалась только своими кавалерами. Но девушки возобновили дружбу в последние дни жизни Руби, умершей от чахотки.
- Диана Барри (в браке — миссис Фред Райт), задушевная подруга Ани. Вышла замуж за Фреда Райта. В конце романа у неё рождается сын — Фред-младший.
- Марилла Касберт, взявшая когда-то Аню на воспитание, владелица Зелёных Мезонинов.
- Дэви Кит, её троюродный племянник. Стал гораздо воспитаннее, чем был в «Ане из Авонлеи». Умеет писать интересные письма.
- Дора Кит, его спокойная хладнокровная сестра.
- Рейчел Линд, старая авонлейская сплетница, ныне живущая в Зелёных Мезонинах.

## Экранизации
В 1987 году канадская кинокомпания «CBC Television» выпустила фильм «Аня из Зелёных Мезонинов: Продолжение» по мотивам «Ани из Авонлеи», «Ани с острова Принца Эдуарда» и «Ани из Шумящих Тополей».

## Другие книги об Ане Ширли
| #                                | Книга                        | Дата опубликования | Возраст Ани Ширли |
| 1                                | Аня из Зелёных Мезонинов     | 1908               | 11—16             |
| 2                                | Аня из Авонлеи               | 1909               | 16—18             |
| 3                                | Аня с острова Принца Эдуарда | 1915               | 18—22             |
| 4                                | Аня из Шумящих Тополей       | 1936               | 22—25             |
| 5                                | Анин Дом Мечты               | 1917               | 25—27             |
| 6                                | Аня из Инглсайда             | 1939               | 34—40             |
| 7                                | Аня из Долины Радуг          | 1919               | 41                |
| 8                                | Рилла из Инглсайда           | 1921               | 49—53             |
|                                  |                              |                    |                   |
| Книги, в которых упоминается Аня |                              |                    |                   |
| #                                | Книга                        | Дата опубликования | Возраст Ани Ширли |
| —                                | Хроники Авонлеи              | 1912               | —                 |
| —                                | Дальнейшие хроники Авонлеи   | 1920               | —                 |